# Tour de l'Isle
La tour de l'Isle est un édifice historique construit à la fin du XIVe siècle sur les bords de l'Isère à Grenoble. Depuis 1994, elle est devenue un lieu d'exposition pour le musée de Grenoble.

## Toponymie
C'est une grosse tour crénelée appelée ainsi car elle a été construite au bord de Isère et non loin du ruisseau le Verderet qui se jetait alors dans l'isère, donnant ainsi l'impression d'un site insulaire.

## Histoire
Construite au IIIe siècle, l'enceinte romaine de la ville fut agrandie au XIIIe siècle sur son côté est. À l'extrémité de cette extension, la construction d'une tour commença dans le cadre de la fortification de la ville.
Le début de sa construction, à la date incertaine aurait commencé en 1381. À la fin de l'année 1390, le gros œuvre de la tour est achevé. En 1401, on couvre le toit en tuiles et l'on munit la porte de ferrures. Cependant, dans son livre Histoire de Grenoble en 1888, l'historien Auguste Prudhomme précise que l'achèvement de la pose des tuiles se fait 17 ans plus tard, en 1418, inspirant alors de nombreuses publications.
Elle est haute de 23 m, ses côtés mesurent 12 m par 9,50 m, elle a 4 étages et l'épaisseur des murs est variable : plus de 2 m au sol et 1,80 m au premier étage.
Ce sont les consuls de Grenoble qui font construire cette tour carrée pour renforcer l'enceinte de la ville. 
Revêtus de leurs robes en velours incarnat, à chaperon jaune et rouge, les consuls, au nombre de quatre, étaient élus par les Grenoblois et siégeaient tous les vendredis en consultant un énorme livre relié au mur par une chaîne, dans lequel étaient recueillies toutes les chartes concédées par les évêques et les Dauphins.
Fortifié et imposant, cet édifice hébergera le premier hôtel de ville pendant deux siècles.
En 1518, la toiture de la Tour de l'isle fut incendiée par la foudre.
À la fin du XVIe siècle, la ville assiégée par le duc de Lesdiguières se rendit le 22 décembre 1590 après un siège de quelques jours. C'est ainsi que Lesdiguières expulsa les consuls afin de faire fortifier la tour par la construction d'une forteresse appelée arsenal, dans laquelle se trouvait la tour. La dernière réunion des consuls dans la tour eut lieu le 2 janvier 1591. Les consuls durent alors chercher des locaux précaires, jusqu'en 1683 où la ville acheta une maison au 4 place de la Grenette. Restaurée sous Vauban, la tour abrita alors le gouverneur de la ville dont le dernier avant la Révolution fut le marquis de Marcieu. 
Durant la Journée des Tuiles le 7 juin 1788, la tour de l'Isle à l'abri à l'intérieur de la citadelle, véritable forteresse, ne sera pas prise pour cible par les émeutiers. Pendant la Révolution, elle sert de logement à l'armée des Alpes commandée par Kellermann, puis par Dumas, le premier général afro-caribéen de l'armée française, qui remporte les batailles du Petit Saint-Bernard et du Mont-Cenis en 1794, ce qui provoque l'enthousiasme de la société populaire des Jacobins de Grenoble (« Qu’ils tremblent ces esclaves téméraires, qui ont osé se mesurer à des hommes libres, la victoire vient de se fixer sous nos drapeaux »).
Sous Napoléon Ier, le conseil de guerre se réunit dans la tour. À la Restauration et jusqu'au début du Second Empire, elle eut un rôle militaire bien modeste. À la fin du règne de Napoléon III, elle retrouva le conseil de guerre qui y siégea jusqu'en 1887. De cette date à 1954, un centre colombophile renfermant jusqu'à 300 pigeons s'y installa. La caserne Vinoy abritant le 140e régiment d'infanterie occupait alors cet emplacement. 
Dans les années 1970, la caserne fut rasée et laissa place à un parking. Restaurée, elle est utilisée depuis 1994 sur quatre niveaux comme annexe au musée de Grenoble pour diverses expositions grâce à une passerelle de verre et d'acier, reliant ainsi deux édifices réalisés à près de six siècles d'intervalle. En juillet 2010, afin de célébrer le centenaire de la disparition de son plus grand donateur, le musée de Grenoble organise dans la tour une exposition temporaire de six mois au général Léon de Beylié.